# Port lotniczy La Palma-Kapitan Ramon Xatruch
Port lotniczy La Palma-Kapitan Ramon Xatruch – jeden z panamskich portów lotniczych, zlokalizowany w mieście La Palma.